# Music in Motion Gold Edition
Music In Motion – Gold Edition er Amy Diamonds anden udgivelse af Music In Motion, den udkom 11. marts 2008, udsendt af Bonnier Amigo Music Group.

## Sangliste
1. "Thank you"
2. "Stay My Baby"
3. "Look The Other Way"
4. "Is It Love?"
5. "We’re In This Together"
6. "Graduation Song"
7. "Looks Like We Made It"
8. "Speed Of Light"
9. "We Could Learn A Lot"
10. "Takes One To Know One"
11. "Domino"
12. "Sleepy Sunday"
13. "So 16"
14. "Yellow Shirt"
15. "Thank You" (Karaoke)
16. "Stay My Baby" (Karaoke)
17. "Amy's fave pick: Speed of Light" (Karaoke)
18. "Stay My Baby" (Video)